# Berkeley Lake (Géorgie)
Berkeley Lake est une ville américaine située dans le comté de Gwinnett, en Géorgie. Selon le recensement de 2020, sa population est de 2 054 habitants.